# G protein
G proteini (guanin nukleotid vezujući proteini) su familija proteina kaja učestvuje u prenosu hemijskih signala izvan ćelije, i uzrokuje promene unutar ćelije. Oni komuniciraju signale mnogih hormona, neurotransmitera, i drugih signalnih faktora.
G protein spregnuti receptori su transmembranski receptori. Signalni molekuli se vezuju za domen lociran izvan ćelije. Intracelularni domen aktivira G proteine. G proteini aktiviraju kaskadu drugih jedinjenja, i što dovodi do ćelijskih promena.
G protein kompleksi se vezuju za fosfatne grupe. Oni funkcionišu kao molekularni prekidači. Kad su vezani za kompleks sa tri fosfatne grupe (guanozin trifosfat (GTP)), oni su “uključeni“, do kad su vezani za kompleks sa samo dve fosfatne grupe (guanozin difosfat (GDP)), oni su isključeni.
G proteini regulišu metaboličke enzime, jonske kanale, transportere, i druge delove ćelijske mašinerije, kontrolišući time transkripciju, motilnost, kontraktilnost, i sekreciju, i time u širem smislu regulišu sistemske funkcije poput embrionskog razvoja, učenja i memorije, i homeostaze.
G proteine su otkrili Alfred G. Gilman i Martin Rodbel tokom njihovog istraživanja ćelijske stimulacije adrenalinom. Oni su utvrdili da kad se adrenalin veže za receptor, receptor ne stimuliše enzime direktno. Umesto toga, stimulacija se odvija kroz G protein, koji stimuliše jedan od enzima, na primer adenilat ciklazu, koja proizvodi sekundarni glasnik ciklični AMP. Za to otkriće, njima je dodeljena Nobelova nagrada za fiziologiju ili medicinu 1994 godine.
G proteini pripadaju većoj grupi enzima zvanih GTPaze.

## Funkcija
G proteini su važni signal transdukujući molekuli u ćelijama. Malfunkcija GPCR signalnih puteva dovodi do mnogih bolesti, kao što su dijabetes, slepilo, alergije, depresija, kardiovaskularni defekti, i neke forme raka. Procenjuje se da su GPCR receptori celularne mete za više od polovine modernih lekova.
Ljudski genom sadrži oko 950 G protein-spregnutih receptora, koji detektuju fotone (svetlost), hormone, faktore rasta, lekove, i druge endogene ligande. Približno 150 GPCR receptora nađenih u ljudskom genomu ima nepoznate funkcije.

## Tipovi G protein signalizacije
Termin G protein se može odnositi na dve distinktne familije proteina. Heterotrimerni G proteini se ponekad nazivaju velikim G proteinima. Oni su aktivirani G protein-spregnutim receptorima, i sastoje se od alfa (α), beta (β), i gama (γ) podjedinica. Postoje takođe i mali G proteini (20-25 kDa), koji pripadaju  superfamiliji malih GTPaza. Ti proteini su homologni sa alfa (α) podjedinicom nađenom kod heterotrimera, ali su monomerni. Međutim, oni takođe vezuju  i , i učestvuju u transdukciji signala.

### Heterotrimerni G proteini
Razni tipovi heterotrimernih G proteina imaju zajednički mehanizam. Oni se aktiviraju u responsu na konformacionu promenu G protein-spregnutog receptora, razmenjuju GDP za GTP, i disociraju se da bi aktivirali druge proteine u putu prenosa signala. Specifični mehanizmi, međutim, se razlikuju među vrstama.

#### Zajednički mehanizam
Receptorom-aktivirani G proteini se vezuju za unutrašnju stranu ćelijske membrane. Oni se sastoje od  i čvrsto povezane  podjedinice. Postoji više klasa  podjedinica:  (G stimulatori),  (G inhibitori),  (G drugi), , i  su neki od njih. Oni se različito ponašaju nakon prepoznavanja efektora, ali imaju sličan mehanizam aktivacije.

##### Aktivacija
Kad ligand aktivira G protein-spregnuti receptor, on indukuje konformacionu promenu receptora koja dozvoljava receptoru da funkcioniše kao faktor razmene guanin nukleotida (GEF) koji razmenjuje GDP za GTP na  podjedinici. Po tradicionalnom shvatanju aktivacije heterotrimernih proteina, ta razmena otpočinje disocijaciju  podjedinice, vezane za GTP, od  dimera i od receptora. Postoje i alternativni modeli koji sugestiraju molekularno preuređivanje, reorganizaciju, i pri-formiranje kompleksa molekulskih efektora. Gα-GTP i Gβγ mogu da aktiviraju različite signalne kaskade (ili puteve sekundarnih glasnika) i efektorskih proteina, dok je receptor spreman da aktivira sledeći G protein.

##### Terminacija
podjedinica će vremenom hidrolizirati vezani GTP u GDP putem svoje inherentne enzimske aktivnosti, čime se omogućava ponovno vezivanje za  i početak novog ciklusa. RBM (ili RGS) grupa proteina dejstvuje kao -aktivirajući proteini (GAP), specifično za  podjedinice. Efekat tih proteina je ubrzanje GTP hidrolize u GDP i terminacija prenosa signala. U nekim slučajevima, sam efektor može posedovati unutrašnju GAP aktivnost, što pomaže u deaktiviranju puta. To je slučaj sa fosfolipazom C beta, koja ima GAP aktivnost unutar svog C-terminalnog regiona. To je alternativna forma regulacije  podjedinice.

#### Specifični mehanizmi
- aktivira cAMP-zavisni put koji stimuliše produkciju  iz . To se ostvaruje direktnom stimulacijom za membranu-vezanog enzima adenilat ciklaza. cAMP dejstvuje kao sekundarni glasnik, koji interaguje sa i aktivira proteinsku kinazu A (PKA). PKA može da fosforilizira veliki broj nizvodnih ciljeva.
- inhibira produkciju cAMP iz ATP.
- stimuliše za membranu-vezanu fosfolipazu C beta, koja odseca PIP2 (mali membranski fosfoinozitol) u dva sekundarna glasnika, IP3 i diacilglicerol (DAG).
- učestvuju u signalizaciji Ro familije (kroz RoGEF superfamiliju) i kontrolišu remodelovanje ćelijskog citoskeletona, i tako regulišu ćelijsku migraciju.
- ponekad takođe ima aktivne funkcije, npr. sprezanje sa L-tipom kalcijum kanala.

### Male
Male GTPaze takođe vezuju  i , i učestvuju u transdukciji signala. Ti proteini su homologni sa alfa (α) podjedinicom nađenom u heterotrimerima, ali postoje kao monomeri. To su mali (20-25 kDa) proteini koji vezuju guanozin trifosfat. Ova proteinska familija je homologna sa , i stoga se naziva Ras superfamilijom GTPaza.

## Lipidacija
Da bi se vezali za unutrašnju stranu membrane plazme, mnogi G proteini i male GTPaze podležu lipidaciji, drugim rečima, oni su kovalentno modifikovani sa lipidnim ekstenzijama. Oni mogu biti vezani za miristinsku ili palmitinsku kiselinu, ili su prenilovani.

## Literatura
- Wu, Ge (2010). „Assays with GPCRs”. Assay Development: Fundamentals and Practices. John Wiley and Sons. стр. 265—285. ISBN 0-470-19115-5.
- Reece, Jane; Campbell, Neil (2002). Biology. San Francisco: Benjamin Cummings. ISBN 0-8053-6624-5.

## Dodatna literatura
- Eric R. Kandel; James H. Schwartz; Thomas M. Jessell (2000). Principles of Neural Science. New York: McGraw-Hill. ISBN 0-8385-7701-6.
- Lodish H, Berk A, Zipursky LS, Matsudaira P, Baltimore D, Darnell J (1999). Molecular Cell Biology (4th изд.). New York: Scientific American Books. ISBN 0-7167-3136-3.
- Donald Voet; Judith G. Voet (2005). Biochemistry (3 изд.). Wiley. ISBN 9780471193500.
- Bruce Alberts; Alexander Johnson; Julian Lewis; Martin Raff; Keith Roberts; Peter Walter (2002). Molecular Biology of the Cell. New York: Garlard Science.  0815332181.
- Gilman, A. G. (1987). „G proteins: transducers of receptor-generated signals”. Annu. Rev. Biochem. 56: 615—49. PMID 3113327. doi:10.1146/annurev.bi.56.070187.003151.
- Neves, S. R.; Ram, P. T.; Iyengar, Ravi (2002). „G protein pathways”. Science. 296 (5573): 1636—9. PMID 12040175. doi:10.1126/science.1071550. Текст „ Iyengar R ” игнорисан (помоћ)